# Noduli di manganese
I noduli polimetallici, detti anche noduli di manganese, sono concrezioni minerali che si trovano sui fondali marini, formate da strati concentrici di idrossidi di ferro e di manganese che circondano uno o più nuclei centrali. Il nucleo di aggregazione, intorno al quale precipitano i minerali, solidificando, può essere anche di dimensioni microscopiche e a volte è trasformato per cristallizzazione in minerali di manganese. Quando è visibile a occhio nudo può essere una piccola conchiglia di un microfossile (radiolari o foraminiferi), o un dente di squalo fosfatizzato, o un detrito di basalto, o anche un frammento di un nodulo precedente.

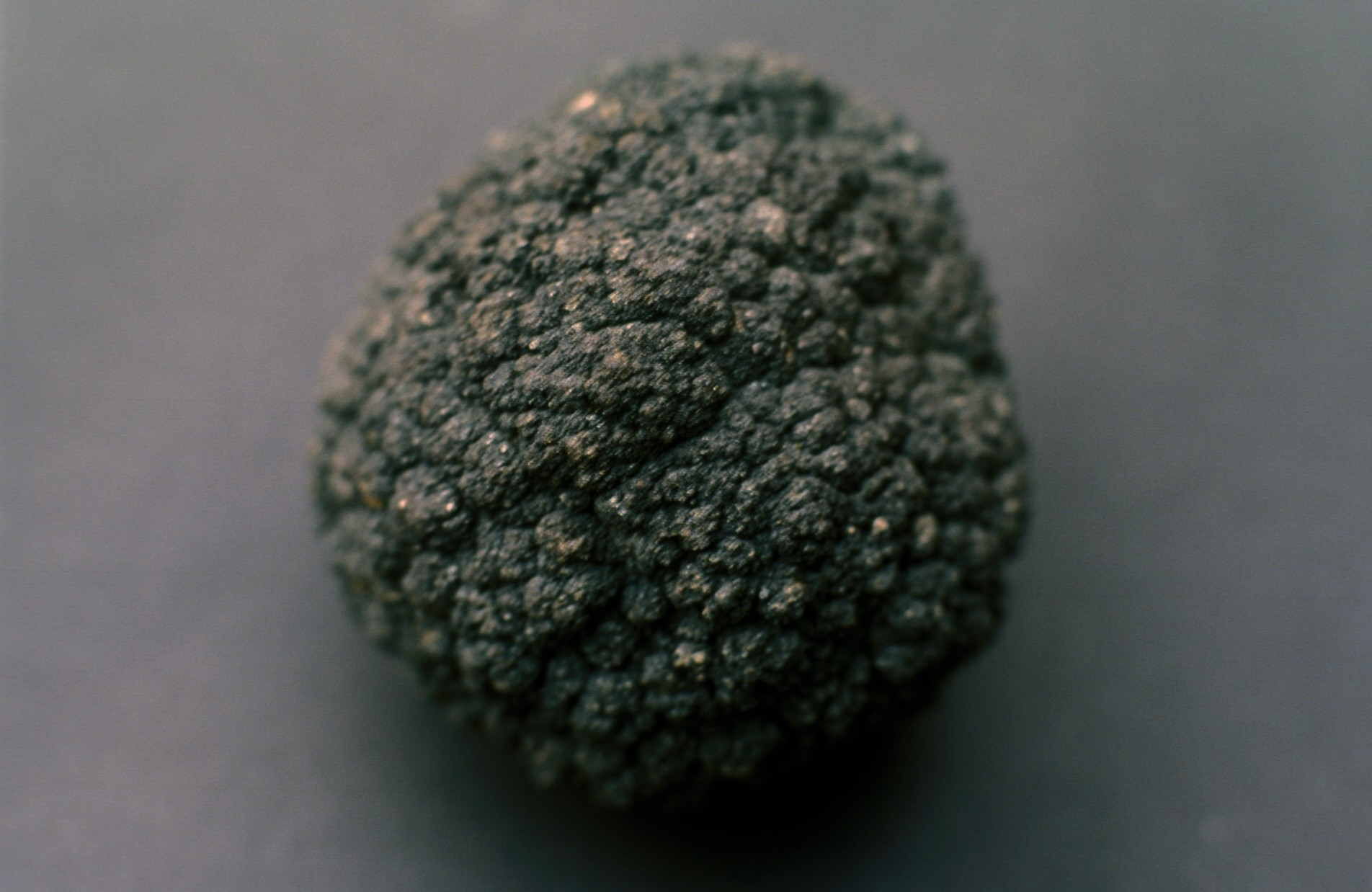
Nodulo di manganese

I noduli hanno dimensioni variabili, da particelle visibili solo al microscopio fino a grosse masse di più di 20 cm di diametro. Comunque, la maggior parte dei noduli hanno un diametro di 5–10 cm, più o meno le dimensioni di una patata. La superficie è generalmente liscia, ma a volte ruvida, bitorzoluta, o comunque irregolare. La parte inferiore, sepolta nel sedimento, è di solito più ruvida della parte superiore.

## Crescita e composizione

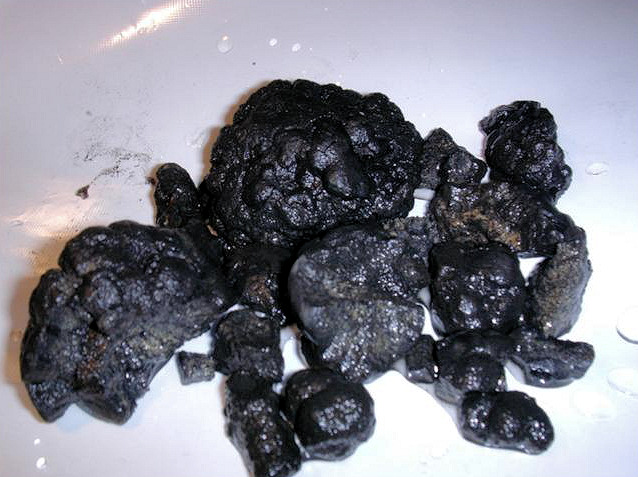
Noduli polimetallici

La crescita dei noduli è uno dei fenomeni geologici più lenti - per crescere di circa un centimetro occorrono molti milioni di anni. La formazione dei noduli coinvolge vari processi, tra i quali:

- la precipitazione lenta di metalli dalle acque marine (processi idrogenici),
- la rimobilizzazione del manganese nella colonna d'acqua e sua riprecipitazione (processi diagenetici),
- l'apporto di metalli da sorgenti termali associate ad attività vulcanica (processi idrotermici),
- la sostituzione con metalli provenienti dalla degradazione di detriti basaltici nelle acque marine (processi almirolitici)
- la precipitazione di idrossidi metallici per azione di microorganismi (processi biogenici).

Più processi possono operare simultaneamente o in momenti successivi durante la formazione del nodulo.
La composizione chimica dei noduli cambia a seconda del tipo di minerale di manganese e delle dimensioni e caratteristiche del nucleo. Quelli di maggiore interesse economico contengono manganese (27-30%), nichel (1,25-1,5%), rame (1-1,4%) e cobalto (0,2-0,25%). Altri costituenti possono essere ferro (6%), silicio (5%) e alluminio (3%), con quantità minori di calcio, sodio, magnesio, potassio, titanio e bario oltre a idrogeno e ossigeno.

## Distribuzione
I noduli si trovano sui sedimenti dei fondali oceanici, spesso parzialmente o totalmente sepolti. La loro abbondanza può essere molto variabile; in alcuni casi si toccano l'un l'altro e coprono più del 70% della superficie. La quantità totale di noduli polimetallici sui fondali è stata stimata in 500 miliardi di tonnellate. Si possono ritrovare a qualsiasi profondità, anche in laghi, ma i maggiori giacimenti sono stati trovati nelle pianure abissali oceaniche a profondità di 4.000-6.000 m.
I noduli polimetallici furono scoperti nel 1868 nel mare di Kara, nel mare Glaciale Artico della Siberia. Durante le spedizioni scientifiche della nave HMS Challenger nel periodo 1872-1876 furono ritrovati nella maggior parte degli oceani del mondo. Noduli di interesse economico sono stati trovati in tre aree: nella zona centro-nord dell'oceano Pacifico, nel bacino del Perù nella zona sud-est del Pacifico, e in quella centro-nord dell'oceano Indiano. I depositi più promettenti, per quanto riguarda abbondanza dei noduli e concentrazione dei metalli, si trovano nella zona di Clarion-Clipperton nel Pacifico equatoriale, tra le Hawaii e l'America centrale.

## Raccolta
L'interesse per un possibile sfruttamento dei noduli polimetallici ha generato negli anni sessanta e settanta una grande attività di consorzi di prospezione mineraria. Circa mezzo miliardo di dollari è stato investito nell'identificazione di possibili depositi e nella ricerca per sviluppare una tecnologia adatta per la raccolta e la lavorazione dei noduli. Inizialmente questa attività è stata svolta principalmente da quattro consorzi multinazionali che comprendevano compagnie di Stati Uniti, Canada, Inghilterra, Repubblica Federale di Germania, Belgio, Paesi Bassi, Italia, Giappone, e due gruppi di compagnie o agenzie private di Francia e Giappone. Erano attivi anche tre enti pubblicamente sponsorizzati da Unione Sovietica, India e Cina.
A metà degli anni settanta, investendo 70 milioni di dollari, una impresa in partecipazione riuscì a raccogliere varie tonnellate di noduli di manganese da piane abissali alla profondità di oltre 5.500 m. Usando metodi piro e idrometallurgici, da questi minerali furono quindi estratte quantità significative di nichel (che era l'obiettivo primario) come pure rame e cobalto. Nel corso di questo progetto durato 8 anni furono sviluppate tecnologie ausiliarie, come l'uso di serie di sonar trainati vicino al fondale per misurare la densità di popolazione dei noduli sul sedimento eseguendo nel contempo un profilo del sottosuolo grazie all'utilizzo di un'onda sonora a bassa frequenza sparata verticalmente.
Le tecnologie sviluppate nel corso di questo progetto non furono mai commercializzate perché nell'ultimo ventennio del XX secolo ci fu un eccesso di produzione di nichel. Un altro fattore frenante fu il costo stimato di 3,5 miliardi di dollari (nel 1978) per la commercializzazione. Il gruppo Sumitomo continua a fare presenza nel campo con una piccola organizzazione.

## Sviluppi legali
La speranza di poter sfruttare i noduli fu uno dei principali fattori che spinse le nazioni in via di sviluppo a proporre che i fondali marini al di fuori delle acque territoriali dovessero essere considerati "patrimonio comune dell'umanità", con condivisione dei profitti tra coloro che avevano sviluppato la risorsa e il resto della comunità internazionale. Alla fine, questa iniziativa portò all'adozione (1982) della Convenzione delle Nazioni Unite sul Diritto del Mare e alla fondazione (1994) della International Seabed Authority (Autorità Internazionale per i Fondali Marini), che ha la responsabilità di controllare le attività minerarie sottomarine in aree internazionali.
Il primo atto normativo di questa organizzazione internazionale fu l'adozione (2000) di regolamenti per la prospezione e l'esplorazione dei noduli polimetallici, con particolari provvedimenti per proteggere l'ambiente marino da effetti dannosi. L'Autorità ha in seguito (2001-2002) firmato contratti della durata di 15 anni con sette enti pubblici e privati, dando il diritto esclusivo di esplorare specifiche zone del fondo marino. Ogni zona ha un'area di 75.000 km2.
Gli Stati Uniti non hanno ancora ratificato la Convenzione delle Nazioni Unite sul Diritto del Mare, e quindi rimangono al di fuori di questa convenzione, anche se compagnie statunitensi avevano giocato un ruolo chiave nei primi periodi dell'esplorazione.
Una compagnia di nome Kennecott Copper fece una valutazione dei potenziali profitti di raccolta di noduli di manganese, e trovò che non valevano il costo. A parte i problemi ambientali e la necessità di condividere i profitti, non c'era nessun modo a basso costo per raccogliere i noduli di manganese dal fondo marino.
Nel frattempo, l'interesse per l'estrazione dei noduli è svanito, principalmente per tre fattori: la difficoltà e le spese per sviluppare e operare una tecnologia estrattiva che possa rimuovere in modo economico i noduli dalla profondità di 5-6 chilometri e portarli alla superficie; le tasse da pagare alla comunità internazionale per il permesso di estrazione; e la continua disponibilità a prezzi di mercato dei minerali ottenibili sulla terraferma. È considerato improbabile che nei prossimi venti anni si arrivi ad un'estrazione commerciale dei noduli polimetallici.